# عبدالله بیگ
عبدالله بیگ ملقب به مصباح الدیوان ادب (۱۲۳۸ شمسی در ارمنی بلاغی بوکان –۱۲۹۱ شمسی تبریز) شاعر، خطاط و نقاش کرد دوره قاجار، منشی کنسولگری فرانسه در تبریز بود. عبدالله بیگ از جانب محمدعلی شاه قاجار لقب مصباح الدیوان به او داده شده است. بسیاری از اشعار عبدالله بیگ مکری به زبان فارسی است. با اینکه کُرد بود اما بعنوان یک شاعر فارسی گوی شناخته می‌شود.

## زندگی
عبدالله بیگ ملقب به مصباح الدیوان متخلص به ادب فرزند احمد بیگ در سال ۱۲۳۸ در روستای به نام ارمنی بلاغی از توابع شهرستان بوکان متولد شد.
احمد بیگ برای عبدالله و علی بیگ شخصی را استخدام می‌کند که به آن‌ها در منزل درس بیاموزد. معلم آن بهار شیروانی از شاعران مشهور قرن ۱۳ هجری بوده است. سال‌ها بعد مصباح الدیون به تهران رفته و چندی بعد به خراسان سفره کرده و با صبوری ملک الشعرا پدر استاد محمدتقی بهار ملاقات نموده است. بعدها در تبریز به عنوان منشی کونسولگری فرانسه استخدام می‌شود.
مصباح الدیوان متخلص به ادب در سال ۱۲۹۱ شمسی در سن ۵۳ سالگی در روستای باغچه فیض الله بیگی شهرستان بوکان درگذشت.
دیوان اشعار ادب در اثنای جنگ جهانی اول بین سال‌های ۱۹۱۴ و ۱۹۱۸ میلادی هنگام ورود قشون روس‌ها به مهاباد و بوکان از بین رفته است. سال‌ها بعد از گوشه و کنار قسمتی از آثار او جمع‌آوری و یافته می‌شود که شخصی به‌نام مشیر بشیر در سال ۱۹۳۸ میلادی آن‌ها را در بغداد به چاپ رسانده است.